# 善女竜王

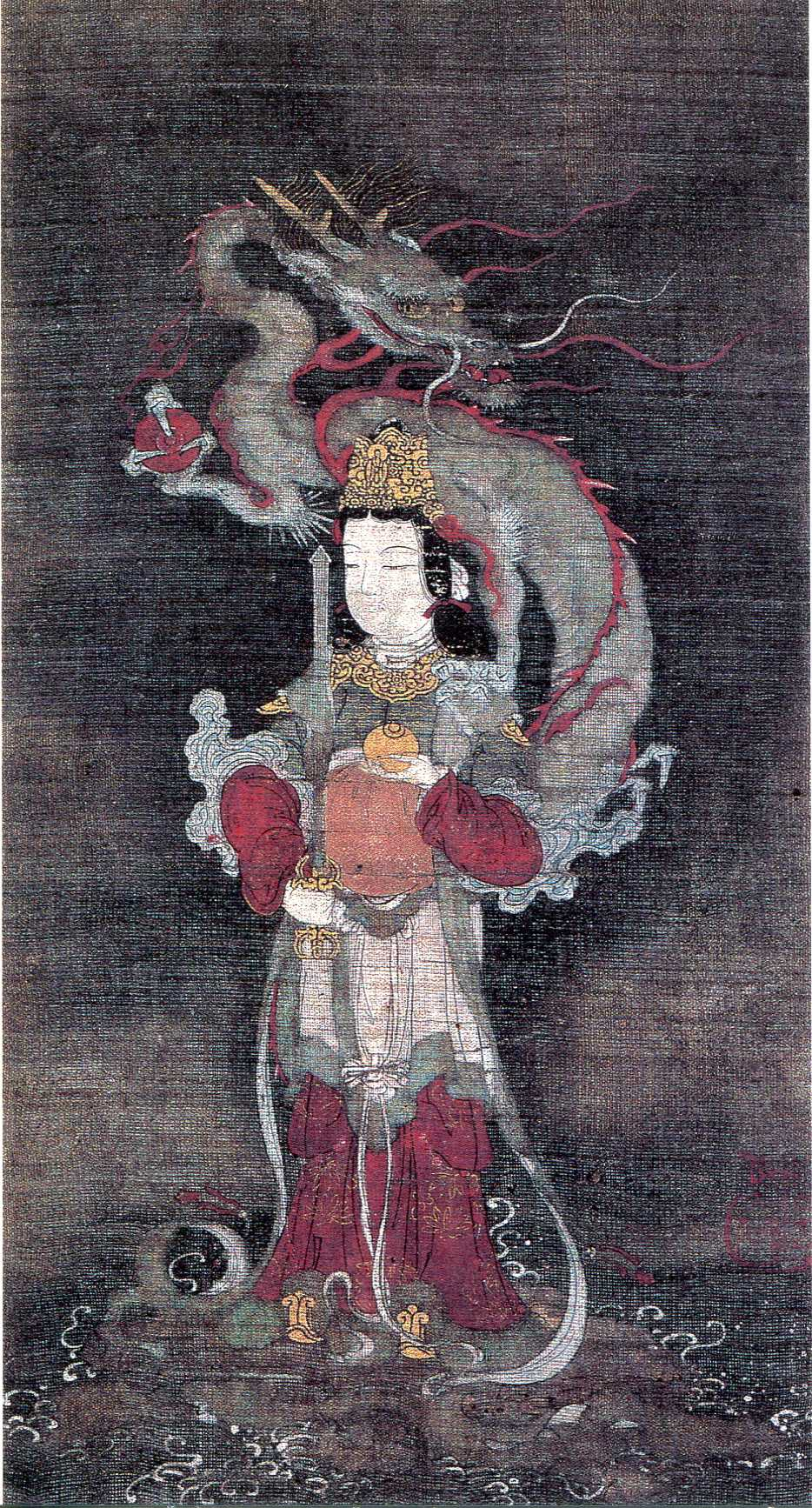
善女龍王像 長谷川等伯・画 安土桃山時代 七尾美術館蔵

善女龍王（ぜんにょりゅうおう）は雨乞いの対象である竜王のうちの一尊。「善如龍王」とも表記される。法華経第五巻提婆達多品第十二の中で『娑竭羅龍王女 年始八歳 （娑竭羅龍王の娘8歳）智慧利根 善知衆生 諸根行業 得陀羅尼 諸仏所説 甚深秘蔵 悉能受持 深入禅定 了達諸法 於刹那頃 発菩提心 得不退転 弁才無礙 慈念衆生 猶如赤子 功徳具足 心念口演 微妙広大 慈悲仁譲 志意和雅 能至菩提』との記述がある。
八大竜王の一尊、沙掲羅龍王（しゃかつらりゅうおう）の三女で神泉苑、金剛峯寺などで鎮守社に祀られている。醍醐寺に鎮守として祀られる「清瀧権現」と同一視される他、同じ沙掲羅龍王の第三王女とされる方位神「歳徳神」とも関係が深い（蘇民将来伝説では牛頭天王が竜宮まで赴き、娑竭羅龍王の娘「婆梨妻女」を娶る話となっている。中世以降は牛頭天王とスサノオと陰陽道の方位神が習合・同一視され、結果的に牛頭天王の后「婆梨妻女」＝歳徳神＝櫛稲田姫とみなされる事もあった（異説もあり））。神泉苑では善女龍王社のすぐそばの恵方社に歳徳神が祀られている。

## 善女龍王像
図像
「善女」とあるが、像容は男神像で表現されることもあり女神であるとは限らない。高野山には平安末期の絵師、定智による中国官服を着た男神として描かれた善女龍王像（国宝）があり、室生寺や醍醐寺にも写本がある。一方で、安土桃山時代の画家、長谷川等伯による「善女龍王像」は女童風に表されている。
木像
本山寺における木造彫像で男神像、桧の寄木造で玉眼、腰をひねり両袖をひるがえして飛雲上に乗り顔は青く長い顎ひげをつけ爪の長い左手には宝珠を持つ、服装の前面に装飾があり載金金泥盛上手法などを交えた入念な彩色が残る。光背は三方火焔付輪光、台座は須弥座の上に岩座および雲座を重ね像高47.5cm製作年代は南北朝時代とされている（香川県指定有形文化財）。12年に一度の開帳で最新は2024年。

## 伝承
824年(天長元年)、時の帝、淳和天皇は長引く干ばつに対して興福寺（西寺とも）の守敏と東寺の空海に対して祈雨の修法を命じた。守敏が7日間にわたって修法を行うも効果少なく、次に空海が当時大内裏に南接していた神泉苑にて修法を行うが1滴の降雨もない。調べると空海の名声を妬む守敏により国中の龍神が瓶に閉じ込められていた。しかしただ1体、善女龍王だけは守敏の手から逃れていたので天竺の無熱池（むねっち）から呼び寄せて国中に大雨を降らせたという。
この時空海の前に現れた善女龍王は「高野大師行状図画」に九尺（270cm）の大蛇の頭の上に乗る八寸（24cm）の小さな金色蛇として描かれている。
『今昔物語集』の第14巻、「弘法大師修請雨経法降雨語第四十一」にも、空海の請雨に応じる善如龍王が登場する。干ばつがあり、天皇の命により空海が神泉苑において多数の高僧と共に請雨経の法を執り行った。祈祷が7日間に及んだ時、祭壇の上に五尺ほどの蛇が出現したが、その蛇は頭に五寸ほどの金色の蛇を載せており、すぐに池に入っていった。空海の他は4人の高僧だけがこの蛇を見た。空海は彼らに、天竺の阿耨達池（阿耨達智池とも。あのくだっち）にいる善如龍王が請雨経の法の霊力を顕すために現れたと説いた。まもなく空が曇って雨となり、国中が潤ったという。
さらに時代は下って江戸時代、1771年（明和8年）に干ばつが起こり民衆が苦しんでいた。そのため、瑞相院の僧、慈光により高野山にある「蓮池」の中州に善女龍王像と仏舎利を祀ったところ、たちまち霊験が現れたという。この祠堂は今でも善女龍王社として高野山金剛峯寺の蓮池にある。

### 書籍
- 笹間良彦『図説・龍の歴史大事典』遊子館、2006年3月。ISBN 978-4-946525-75-9。
- 網野, 善彦、大西, 広、佐竹, 昭広 編「こぼれ落ちたお話『空海の雨乞い』」『瓜と龍蛇』福音館書店〈いまは昔 むかしは今 第1巻〉、1989年6月。ISBN 978-4-8340-0150-1。

### ウェブサイト
- “善女龍王像とは”.   高野山霊宝館. 2013年5月2日閲覧。
- “名所のご案内 「蓮池」”. 高野山を訪ねる.   高野山真言宗 総本山金剛峯寺. 2007年12月18日時点のオリジナルよりアーカイブ。2013年5月2日閲覧。
- “木造善女龍王像”. 四国霊場 70番札所 本山寺.   香川県三豊市. 2013年5月2日閲覧。
- “善女龍王図［ぜんにょりゅうおうず］”.   石川県七尾美術館. 2013年5月2日閲覧。